# Nueva Colonia Copalillo
Nueva Colonia Copalillo är en ort i Mexiko.   Den ligger i kommunen Irapuato och delstaten Guanajuato, i den centrala delen av landet, 280 km nordväst om huvudstaden Mexico City. Nueva Colonia Copalillo ligger 1 738 meter över havet och antalet invånare är 927.
Terrängen runt Nueva Colonia Copalillo är huvudsakligen platt, men söderut är den kuperad. Runt Nueva Colonia Copalillo är det tätbefolkat, med 790 invånare per kvadratkilometer. Närmaste större samhälle är Irapuato, 8,5 km söder om Nueva Colonia Copalillo. Trakten runt Nueva Colonia Copalillo består till största delen av jordbruksmark.